# Magüi Serna
Magüi Serna (* 1. März 1979 in Las Palmas de Gran Canaria; eigentlich Maria Luisa Serna) ist eine ehemalige spanische Tennisspielerin.

## Karriere
Magüi Serna, die im Alter von fünf Jahren mit Tennisspielen begann und vorzugsweise auf Rasen spielte, wurde mit 17 Profi. 1996 stand sie im Juniorinnenfinale der French Open.
Sie gewann in ihrer Profikarriere drei Einzel- und zwei Doppeltitel auf der WTA Tour. Bei ITF-Turnieren war sie im Einzel sechsmal und im Doppel einmal siegreich.
1997 gab sie bei den Australian Open als Qualifikantin ihr Debüt bei einem Grand-Slam-Turnier. Sie erreichte im ersten Profijahr bei allen vier Grand-Slam-Turnieren zumindest die dritte Runde. Bei den US Open stand sie sogar erstmals im Achtelfinale. 1998 erreichte sie in Hilton Head nach einem Sieg über die Weltranglistendritte Jana Novotná das Viertelfinale sowie bei den French Open und in Wimbledon jeweils das Achtelfinale. 1999 spielte sie ihr erstes WTA-Halbfinale in Birmingham. 
Im Jahr 2000 zog sie in Wimbledon mit einem Sieg über die an Nummer 3 gesetzte Mary Pierce ins Viertelfinale ein. 2001 stand sie bei den WTA-Turnieren von Porto und in Eastbourne jeweils im Finale, und in Knokke-Heist sicherte sie sich an der Seite ihrer Landsfrau Virginia Ruano-Pascual ihren ersten WTA-Doppeltitel. Ihre Höhepunkte im Jahr 2002 waren ihre Halbfinalteilnahme mit Conchita Martínez im Doppelwettbewerb der Australian Open und ihr erster WTA-Titel in Estoril. 2003 folgten dann innerhalb von zwei Wochen zwei weitere Turniersiege, erneut in Estoril und in Budapest sowie das Achtelfinale bei den French Open. Im Jahr 2004 gelang ihr in Eastbourne noch ihr zweiter WTA-Doppeltitel.
Anfang 2004 erreichte sie mit Platz 19 der WTA-Weltrangliste ihr bestes Ranking im Einzel. Ihr letztes Profimatch bestritt sie im Oktober 2006 bei einem ITF-Turnier in Barcelona.